# Патани (Ђенова)
Патани је насеље у Италији у округу Ђенова, региону Лигурија.
Према процени из 2011. у насељу је живело 14 становника. Насеље се налази на надморској висини од 452 м.